# Porosty

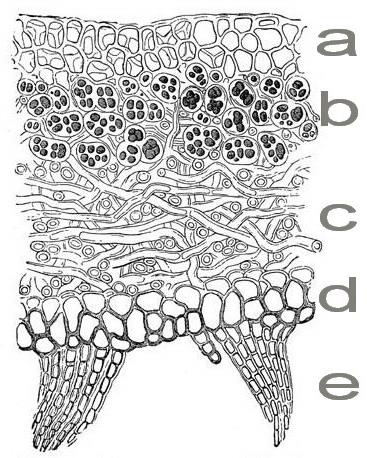
Budowa porosta o plesze heteromerycznej: a – kora górna, b – warstwa glonowa, c – warstwa miąższowa, d – kora dolna, e – chwytniki

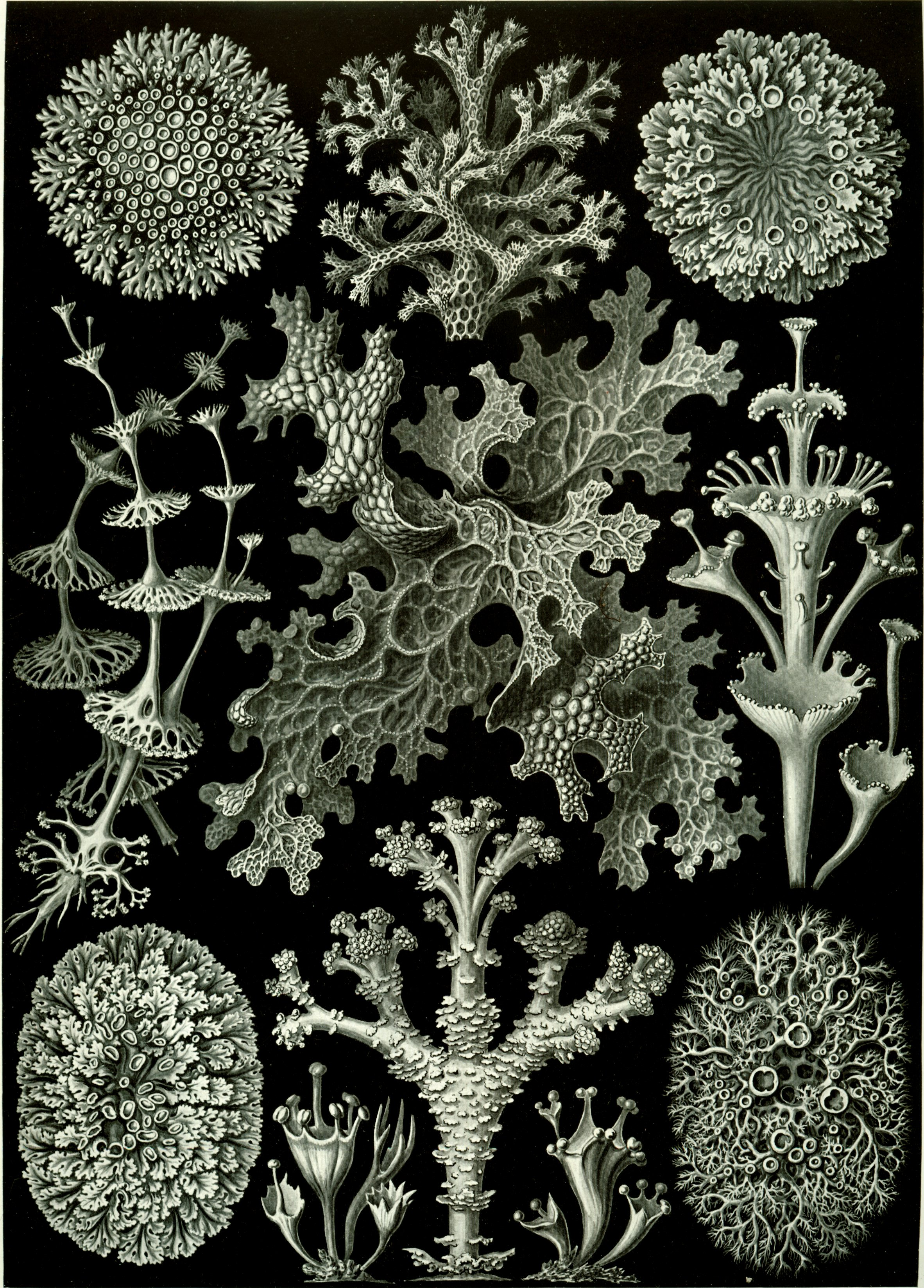
Zróżnicowanie morfologiczne porostów

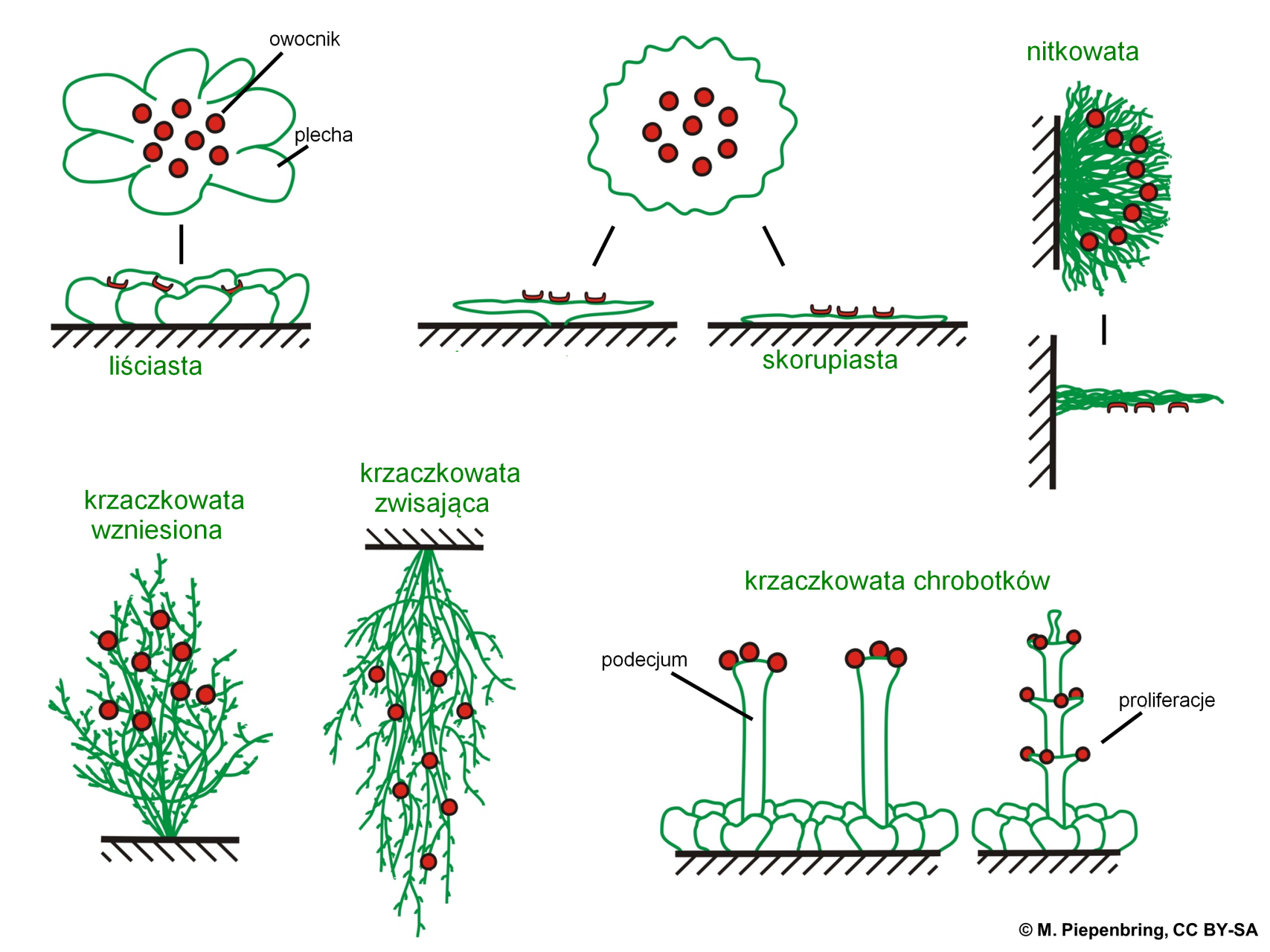
Rodzaje plech porostów

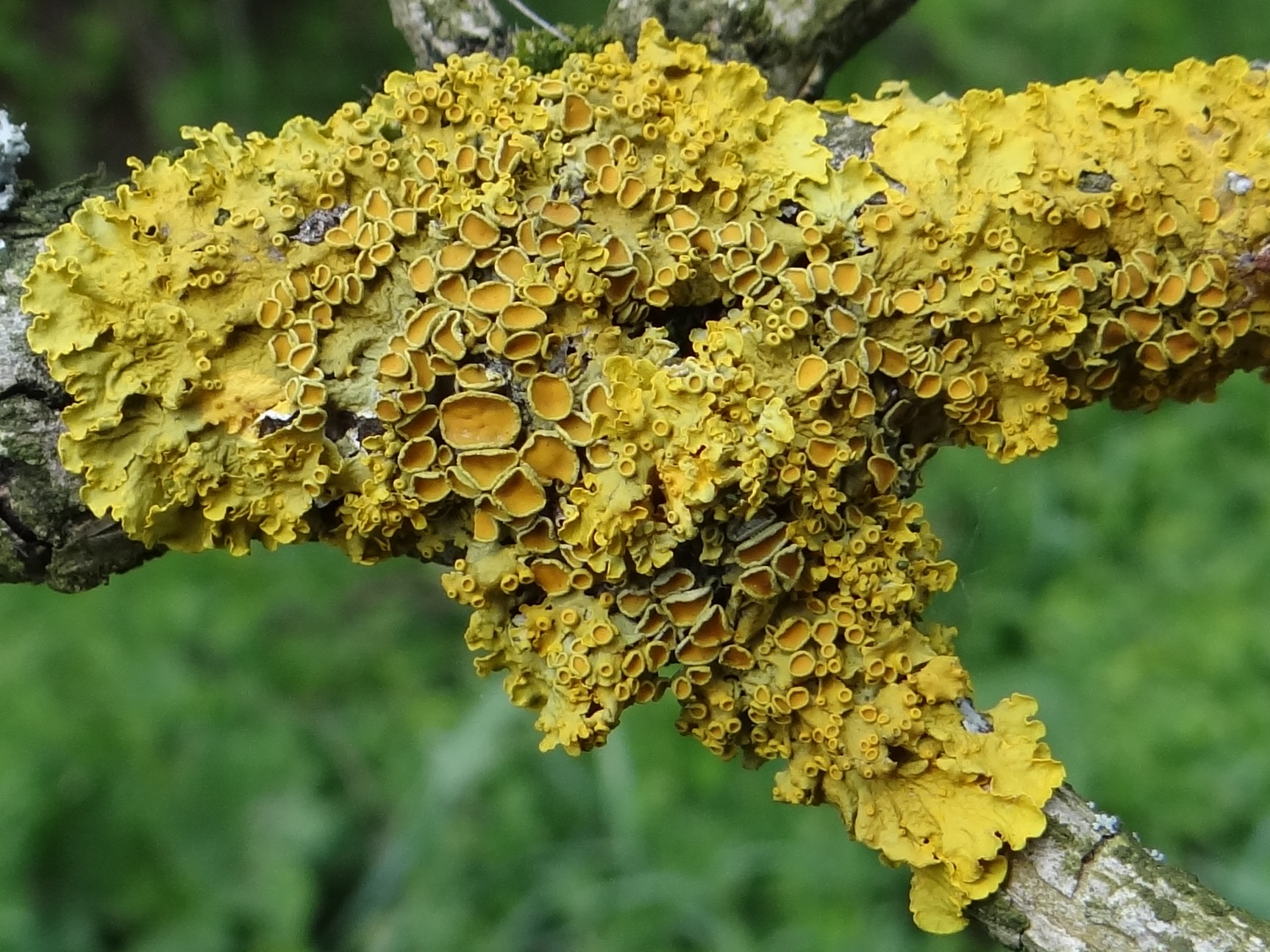
Złotorost ścienny z owocnikami

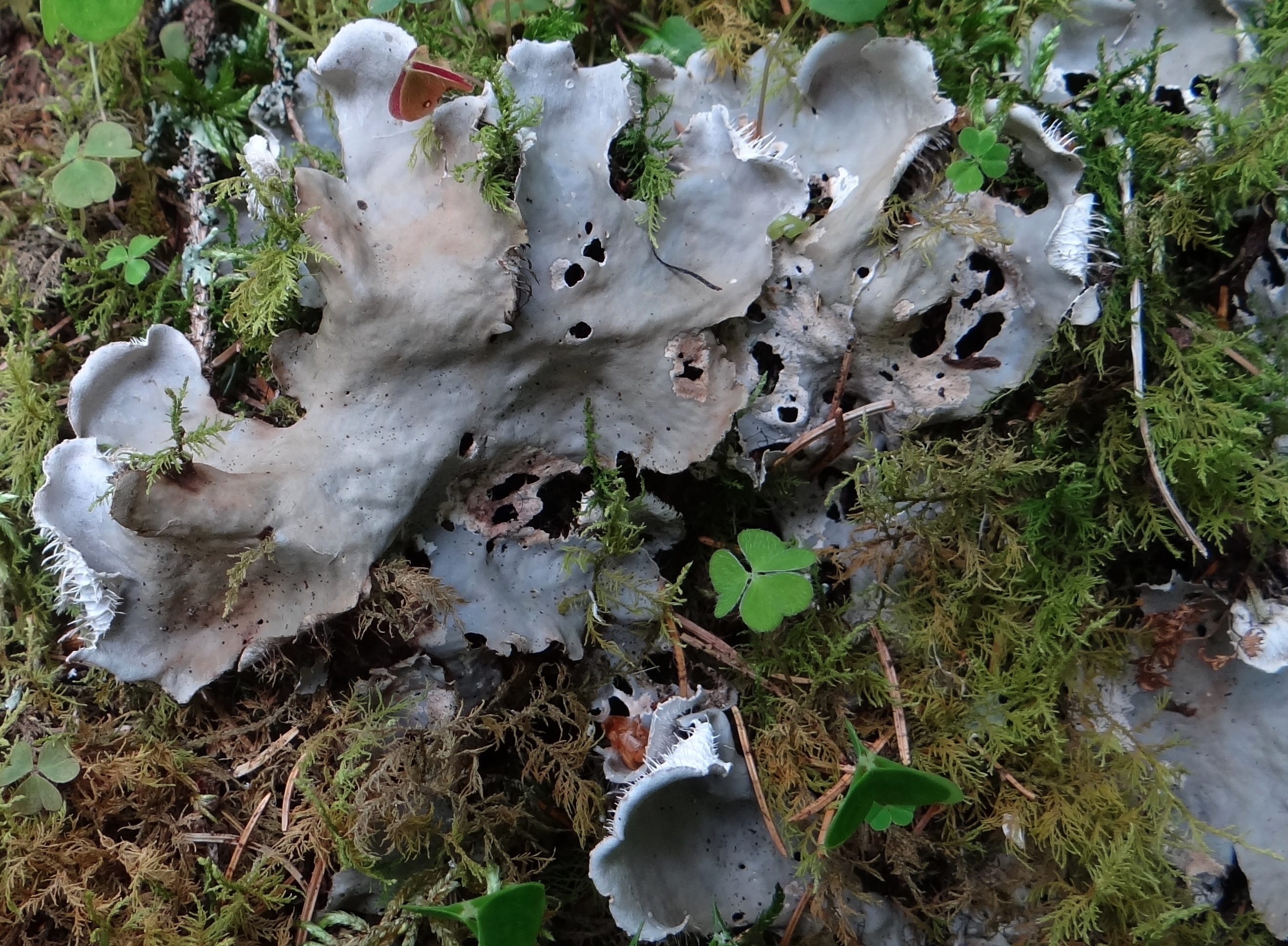
Pawężnica psia – plecha listkowata

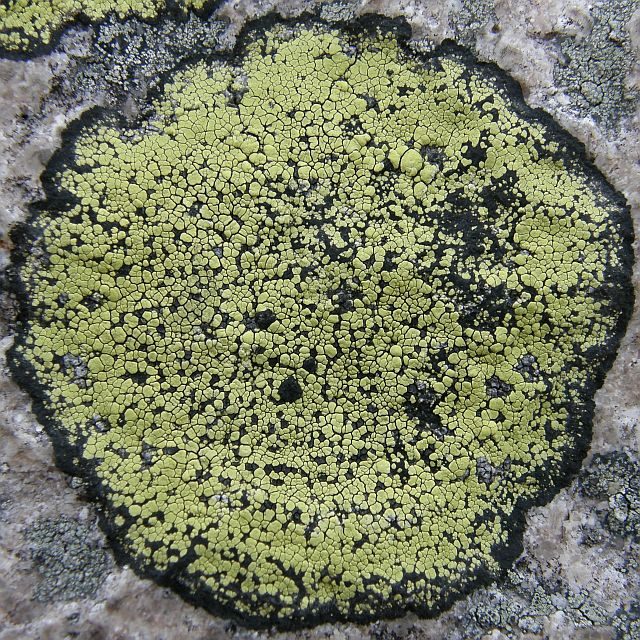
Wzorzec geograficzny – plecha skorupiasta

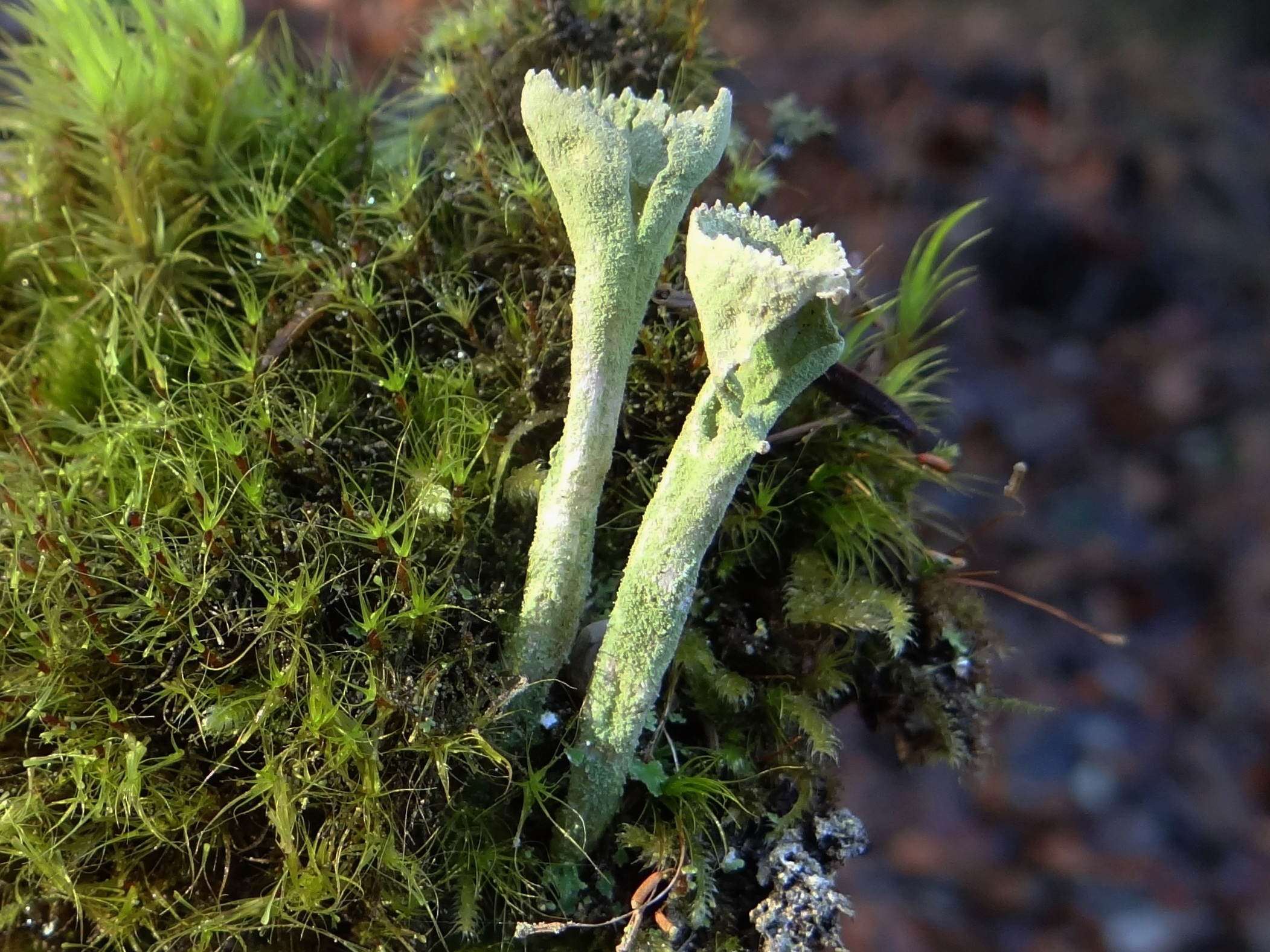
Chrobotek strzępiasty

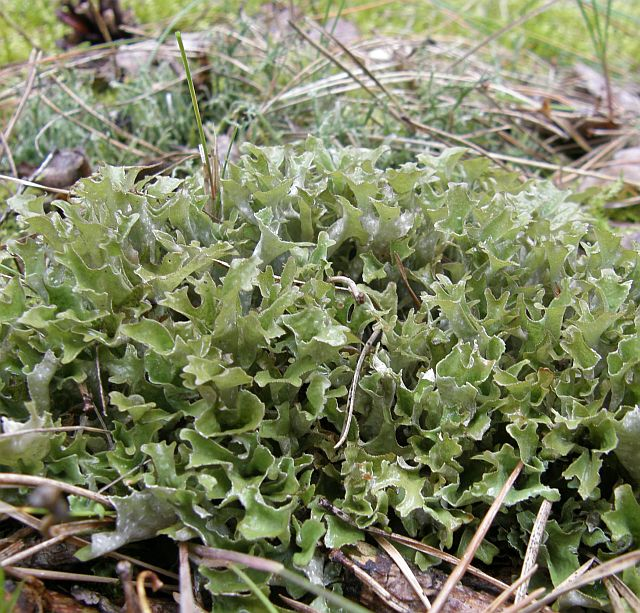
Listkowata plecha płucnicy islandzkiej

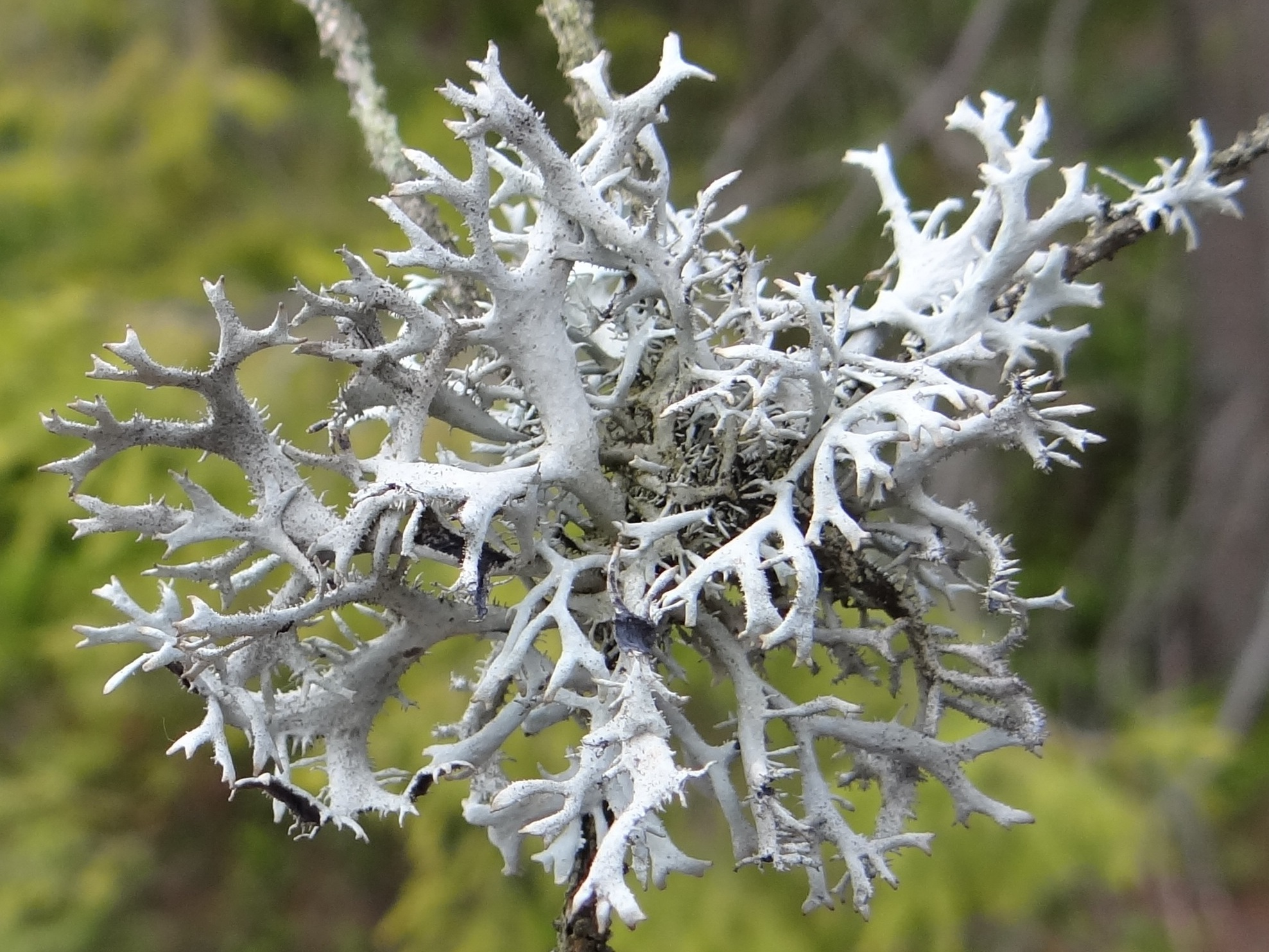
Mąklik otrębiasty – plecha krzaczkowata

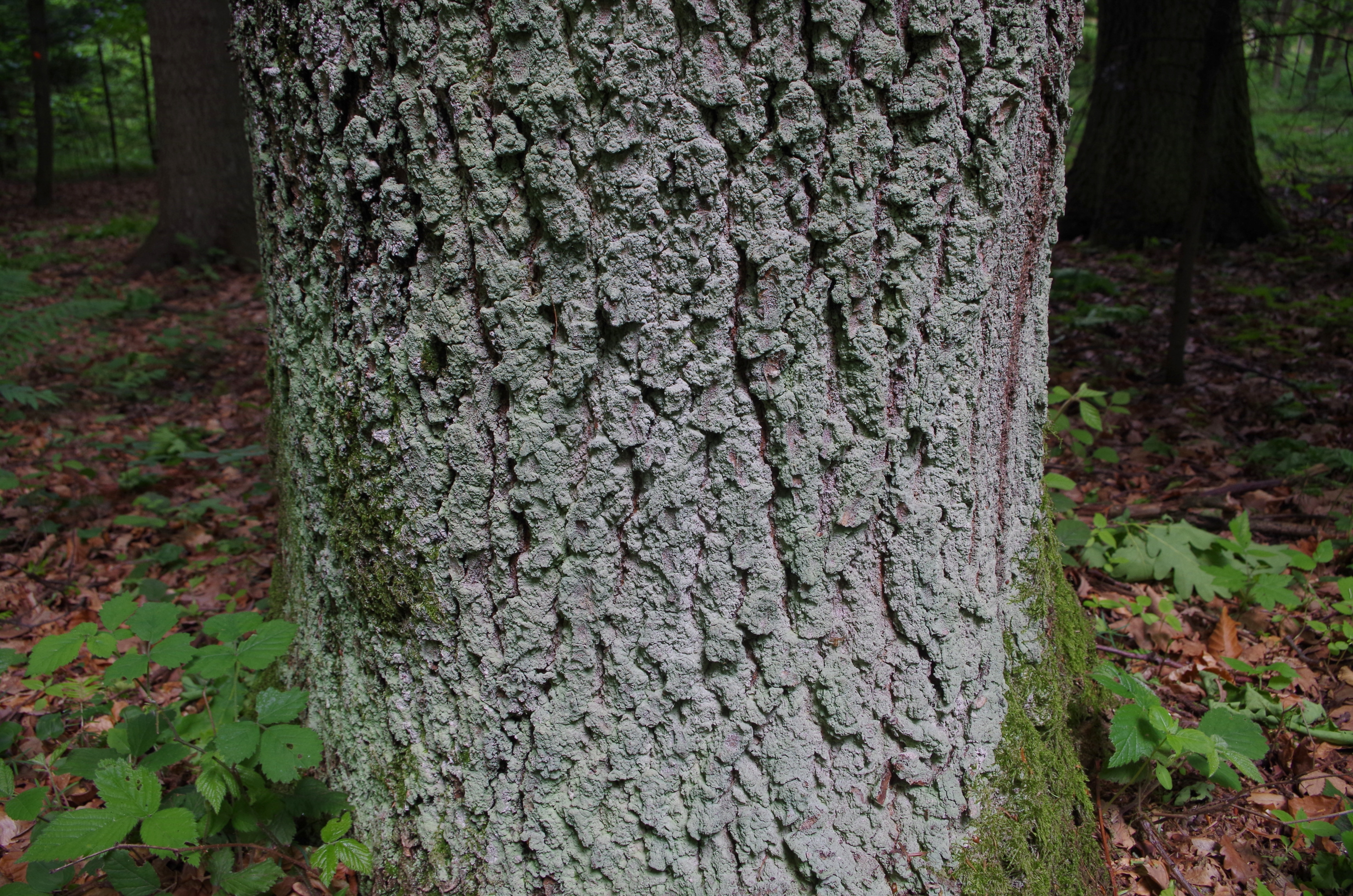
Proszkowata plecha liszajca szarego na korze drzewa

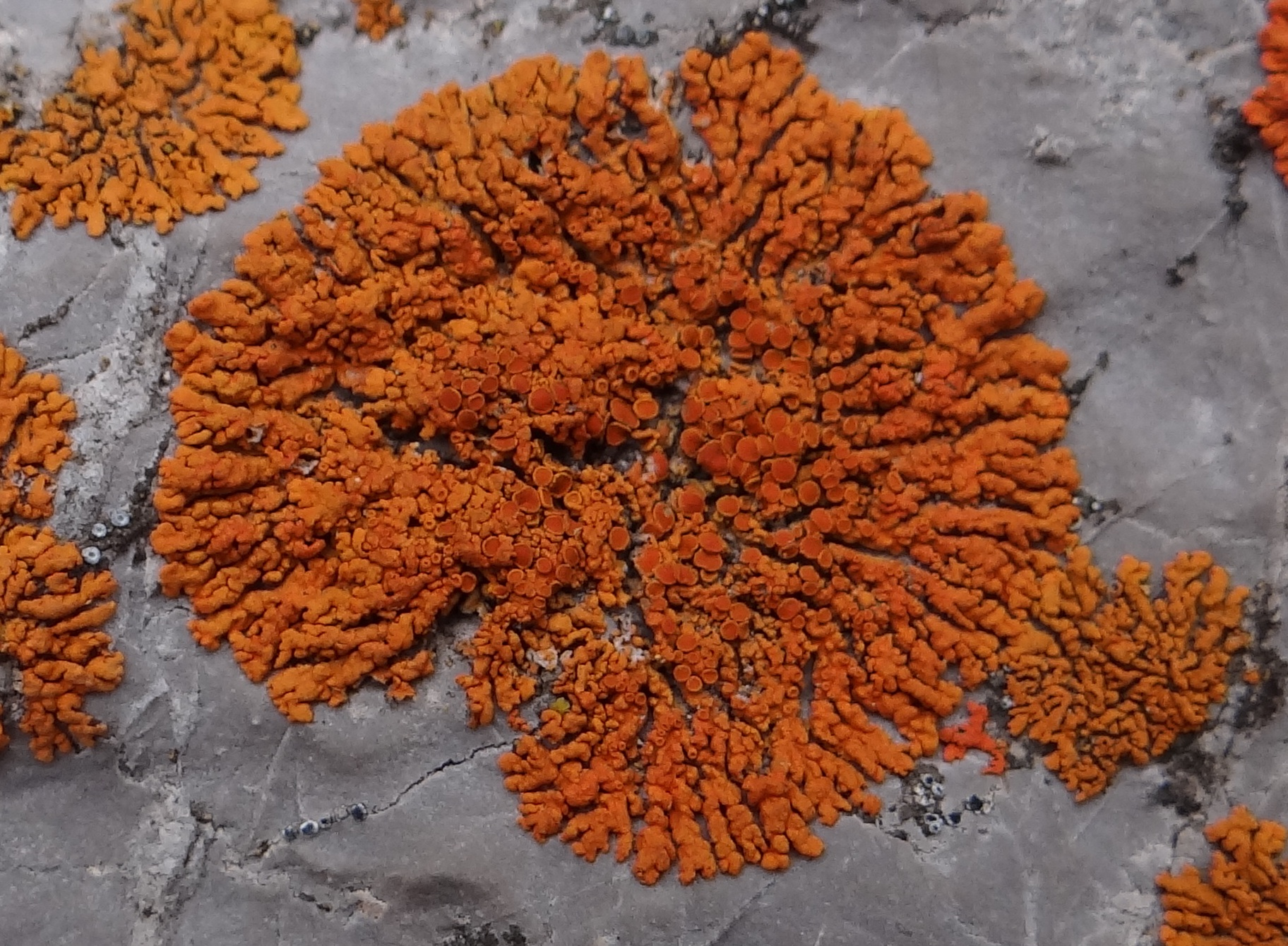
Złotorost pyszny – organizm żyjący w warunkach ekstremalnych

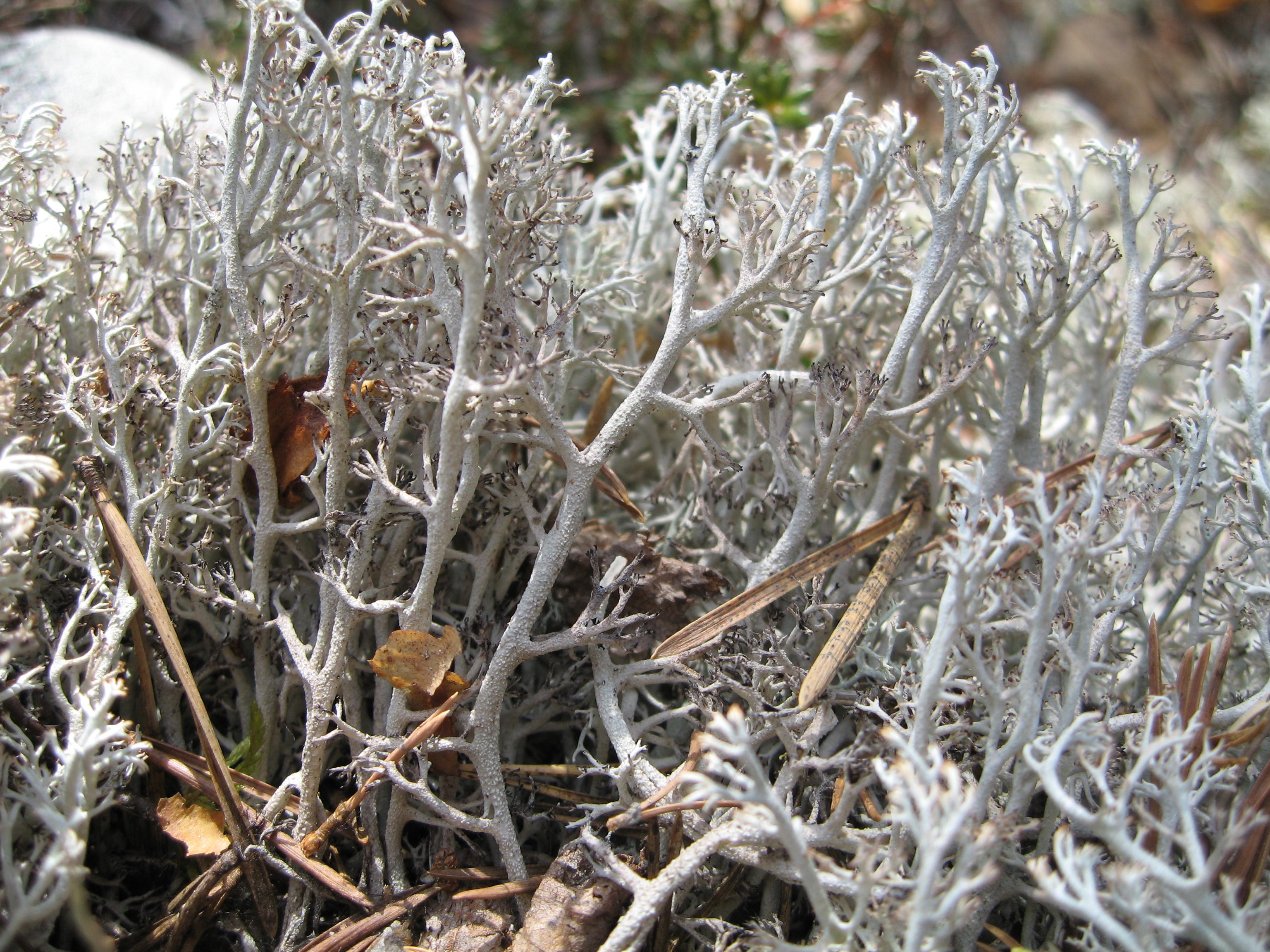
Chrobotek reniferowy

Porosty, grzyby zlichenizowane (łac. Lichenes z gr. λειχήνα, leichena) – tradycyjna nazwa organizmów składających się z grzybów (Fungi) tworzących obligatoryjne symbiozy, głównie z prokariotycznymi cyjanobakteriami (Cyanobacteria) lub eukariotycznymi zielenicami (Chlorophyta). Jako samodzielna jednostka taksonomiczna przestała istnieć w 1981 roku w wyniku zmian wprowadzonych przez Międzynarodowy kodeks nomenklatury botanicznej. Pojęcie to ujmowane jest obecnie w kategoriach ekologicznych (podobnie jak grzyby mykoryzowe), a nie systematycznych. Systematyka i nomenklatura porostów dotyczy ich dominującego komponentu grzybowego. Systematyka porostów stanowi integralną część systemu klasyfikacyjnego grzybów i nazwa mykobionta jest nazwą gatunkową porostu, który tworzy, natomiast komponent autotroficzny (fotobiont) klasyfikowany jest niezależnie.
Nauka zajmująca się porostami to lichenologia.

## Historia
Porosty pojawiły się jeszcze przed powstaniem roślin naczyniowych. Istnieją od co najmniej 400 mln lat. Wielu uczonych uważa za pewne, że Nematothallus był porostem. W skamienielinach znalezionych w południowych Chinach (szacowany wiek 550–635 mln lat) znaleziono ich komórki i cienkie włókna. Znajduje się porosty uwięzione w kawałkach bursztynu sprzed 40 mln lat. Badania prowadzone w roku 1955 przez Gargasa i współpracowników wykazały, że grzyby mają naturalne predyspozycje do ewoluowania w kierunku porostów i że w historii życia na ziemi proces ten odbywał się wielokrotnie. Obecnie porosty stanowią około 20% liczby gatunków grzybów.

## Występowanie i siedlisko
Porosty są bardzo rozpowszechnione, występują niemalże na wszystkich długościach i szerokościach geograficznych. Na terenach o dobrych warunkach wegetacji roślinnej porosty są rzadkie – są bowiem zagłuszane przez szybciej rozwijające się rośliny. Najbardziej widoczne są na terenach o ciężkich warunkach środowiskowych z ubogą roślinnością – w tundrze, na pustyniach, stepach, wysoko w górach, na skałach. Zasięg pionowy porostów sięga od poziomu morza aż po najwyższe szczyty, brak ich tylko na obszarach pokrytych wiecznym śniegiem i lodem.
Główną cechą porostów umożliwiającą im życie w nieprzyjaznych dla roślin warunkach jest ich poikilohydryczność, czyli zdolność do przetrwania w warunkach braku wody. Przy braku wody następuje u nich zatrzymanie czynności fizjologicznych i przechodzą w stan uśpienia, po pojawieniu się wody wznawiają swoje czynności życiowe. Wytrzymują także bardzo niskie i wysokie temperatury, zalewanie słoną wodą morską oraz duże dawki promieniowania UV. W 2005 na rosyjskiej rakiecie Sojuz krążącej na orbicie wokółziemskiej przeprowadzono eksperyment: dwa gatunki porostów: wzorzec geograficzny (Rhizocarpon geographicum) i złotorost pyszny (Xanthoria elegans) umieszczono w otwartym zbiorniku na zewnątrz statku. Przez 15 dni znosiły próżnię, duże różnice temperatur i silne promieniowanie UV. Po powrocie na ziemię wznowiły swoje czynności życiowe.
Porosty są organizmami pionierskimi, porastającymi nawet tak nieprzyjazne dla roślin siedliska, jak skały wapienne, granitowe i inne, beton, cegła, zaprawa murarska, dachówka, eternit. W zależności od siedliska życia wyróżnia się następujące grupy porostów:
- porosty epilityczne (naskalne) – rosnące na naturalnym skalnym podłożu (skały, głazy, kamienie) lub antropogenicznym (tynk, beton, cegły, dachówki, eternit);
- porosty epigeiczne (naziemne) – rosnące na jałowych, piaszczystych lub żwirowych glebach (na wrzosowiskach, wydmach, torfowiskach, w runie borów sosnowych, tundrze wysokogórskiej lub polarnej);
- porosty epifityczne (nadrzewne) – rosnące na korze pni i gałęzi drzew, krzewów i krzewinek;
- porosty epiksyliczne – rosnące na drewnie bez kory (na płotach, okorowanych pniach drzew, elementach konstrukcji drewnianej);
- porosty epibriofityczne (epibriofity) – rosnące na szczątkach mszaków i roślin kwiatowych, przeważnie na obszarach wysokogórskich i polarnych;
- porosty epifiliczne (nalistne) – rosnące na liściach drzew i krzewów (głównie na obszarach tropikalnych i podzwrotnikowych);
- porosty morskie – rosnące na nadmorskich skałach;
- porosty wodne – rosnące na kamieniach częściowo lub całkowicie zanurzonych w wodzie[4].

Duża grupa porostów zasiedla różne podłoża, gatunki takie określane są jako ubikwistyczne. Na przykład niektóre chrobotki: chrobotek szydlasty Cladonia coniocraea czy chrobotek strzępiasty Cladonia fimbriata osiedlają się głównie na murszejących pniakach, często jednak występują także na glebie, korze drzew, a nawet pokrytym cienką warstewką gleby podłożu skalnym.

## Budowa i czynności życiowe porostów
Porosty tworzą plechy, które mogą mieć dwie postacie. Komponenty grzybowe i glon mogą być rozmieszczone równomiernie (plecha homeomeryczna) lub komponenty ułożone są warstwowo (plecha heteromeryczna). W dobrze rozwiniętej plesze heteromerycznej wyróżnia się kolejno takie warstwy:
- kora górna złożona ze zwartych strzępek grzybów (przez długi czas uznawano, że tworzona jest przez określony gatunek grzyba, zwykle workowca, ale w 2016 roku odkryto, że współtworzą ją także drożdże podstawkowe[5])
- warstwa glonowa składająca się z komórek glona poprzeplatanych strzępkami grzyba
- warstwa miąższowa zbudowana z luźnych strzępek grzyba,
- kora dolna ze zwartych strzępek grzyba z chwytnikami.

Gleby tundrowe, pustynne i stepowe należą do bardzo ubogich w przyswajalny azot i dlatego porosty asymilują azot z atmosfery przy pomocy cyjanobakterii, znajdujących się w zgrubieniach plechy, zwanych cefalodiami. Asymilacja azotu przez porosty (a właściwie sinice) zachodzi w zakresie temperatur od –5 do 35 °C.
Plecha porostów może mieć następujące formy:
- nitkowata – zbudowana z cienkich, czasami rozgałęzionych nitek,
- krzaczkowata – porozgałęziana i wzniesiona (zwisająca w wypadku porostów nadrzewnych),
- listkowata – lekko odstaje od podłoża i przypomina pofałdowany na brzegach liść,
- skorupiasta – płaska i ściśle przylegająca do podłoża, np. skały, muru lub kory drzewa,
- łuseczkowata – złożona z łuseczek[7].

Wiek pospolitych porostów nadrzewnych i naziemnych wynosi zwykle od kilku do kilkunastu lat; najbardziej długowieczne z tej grupy żyją 50–100 lat. Porosty naskalne o plechach skorupiastych mogą żyć znacznie dłużej. Znana jest plecha misecznicy popielatej (Aspicilia cinerea) licząca 1000 lat, a rekordzistą jest wzorzec geograficzny (Rhizocarpon geographicum), który może żyć nawet 9000 lat. Porosty rosną wolno, najwolniej te o plechach skorupiastych, np. wzorzec geograficzny przyrasta rocznie 0,25–0,5 mm, pawężnice (Peltigera) 1–3 cm rocznie.
Charakterystyczną cechą porostów odróżniającą je od innych organizmów jest ich zdolność do wytwarzania specyficznych metabolitów wtórnych zwanych kwasami porostowymi. Występują one w postaci kryształków na zewnętrznej stronie strzępek. Obecnie opisano ponad 350 ich rodzajów.

## Współżycie grzybów z glonami
W porostach dominujący gatunek komponentów grzybowych, określanych jako mykobionty, w przeważającej części (ok. 98%) należy do workowców (Ascomycota), rzadziej podstawczaków (Basidiomycota) lub grzybów niedoskonałych (Deuteromycota). W korze górnej wielu porostów poza nim współwystępuje odrębny komponent grzybowy – drożdże podstawkowe, odpowiadające za istotne cechy budowy i skład chemiczny różnych gatunków porostów. Komponentami autotroficznymi, określanymi mianem fotobiontów, są zielenice lub sinice. Najczęściej spotykanym fotobiontem są przedstawiciele rodzajów trebouksja (Trebouxia) i trentepolia (Trentepohlia) – zielenice oraz trzęsidło (Nostoc) – sinica. Wymienione rodzaje występują w plechach ponad 90% gatunków porostów. Inne, stosunkowo często współtworzące porosty zielenice, to Coccomyxa, Chlorella i Cystococcus. Większość porostów współtworzą zielenice, sinice zawiera 8% porostów, np. Peltigera, Collema, Leptogium, Stereocaulon i Lichinia.
Związek między glonami i grzybami w porostach może mieć różny charakter – od bardzo swobodnego po bardzo ścisły i jest on różnie interpretowany. Niektórzy uważają go za związek mutualistyczny, inni jako symbiozę antagonistyczną (helotyzm, pasożytnictwo, endosaprofityzm, glonopasożytnictwo). Obok podstawowego, niektóre porosty zawierają także dodatkowy gatunek fotobionta, który umieszczony jest zazwyczaj w określonych partiach plechy – cefalodiach.
Na plechach porostów mogą także występować grzyby naporostowe – w formie pasożytów, saprobiontów lub organizmów parasymbiotycznych. Z tego powodu plechy porostów porównuje się często do miniaturowych ekosystemów.
Współtworzące porosty sinice mają zdolność wiązania azotu atmosferycznego, co ma istotne znaczenie w warunkach braku łatwo przyswajalnych jego form. Sinice przekazują grzybom również glukozę, powstałą w wyniku fotosyntezy. Zielenice zaś przekazują sacharydy, takie jak: erytrytol, tetrytol, rybitol lub sorbitol. Drożdże podstawkowe wytwarzają kwasy porostowe.

## Rozmnażanie
Porosty mogą się rozmnażać poprzez:
- fragmentację plechy (występuje np. u naziemnych chrobotków Cladonia sp.),
- wytwarzanie diaspor, które podzielić można na diaspory zlichenizowane oraz diaspory niezlichenizowane[4].

Diaspory zlichenizowane to izydia lub urwistki (soredia) powstające w soraliach. Zarówno izydia, jak i soredia złożone są ze strzępek grzyba i komórek glonów. Po oddzieleniu od plechy macierzystej mogą w sprzyjających warunkach odtworzyć nowy organizm o identycznych cechach genetycznych. Diaspory niezlichenizowane są wyłącznymi wytworami grzybni mykobionta. Zaliczyć można do nich dwa rodzaje zarodników: askospory lub bazydiospory, których wytworzenie poprzedzone jest procesem płciowym, typowym dla danej grupy grzybów. Powstają one w charakterystycznych dla danego gatunku grzyba owocnikach (np. w perytecjach lub apotecjach). Drugim rodzajem zarodników wytwarzanych przez grzyby są bezpłciowo powstające konidia. Wytwarzane są na wyspecjalizowanych strzępkach grzybni wegetatywnej, zazwyczaj w różnego typu owocnikach (np. pyknidiach). Diaspory rozprzestrzeniają się za pośrednictwem wiatru, wody lub zwierząt. W przypadku diaspor niezlichenizowanych, utworzenie nowej plechy (lichenizacja) możliwe jest tylko w wyniku bezpośredniego kontaktu rozwijającego się z diaspory grzyba z komórkami odpowiedniego glonu. Zjawisko to nie odgrywa zapewne głównej roli w procesie rozprzestrzeniania się porostów.
Glony wewnątrz porostu rozmnażają się tylko bezpłciowo przez podział komórek. Rozmnażanie płciowe jest blokowane przez grzyba.

## Systematyka
Na świecie znanych jest ponad 17 tys. opisanych dotychczas gatunków, z czego w Polsce występuje ok. 1600. Wykaz gatunków odnotowanych w Polsce jest co roku uzupełniany o nowo odkryte taksony. W najnowszych systemach taksonomicznych porosty, jako grupa, nie są wydzielane, a należące do nich taksony są włączane do systemu grzybów. Z tego powodu niektóre gatunki wyróżniane tradycyjnie na podstawie cech morfologicznych i fizjologicznych zostały uznane za różne formy tego samego gatunku. Różnice te mogą wynikać z występowania drożdży podstawkowych. Ze względu na przynależność grzybów porostowych (mykobiontów) do trzech różnych grup taksonomicznych wyróżnia się także sztuczne grupy: porosty workowe (Ascolichenes), porosty podstawkowe (Basidiolichenes) oraz porosty niedoskonałe (Deuterolichenes).
Przykłady rodzin porostów workowych (Ascolichenes)
- rodzina: brodaczkowate (Usneaceae Zenker)
- rodzina: brodawnicowate (Verrucariaceae Zenker)
- rodzina: chrobotkowate (Cladoniaceae Zenker)
- rodzina: granicznikowate (Stictaceae Stizenb.)
- rodzina: krusznicowate (Umbilicariaceae Chevall.)
- rodzina: literatowate (Graphidaceae Dumort.)
- rodzina: misecznicowate (Lecanoraceae Körb.)
- rodzina: plamicowate (Arthoniaceae Rchb.)
- rodzina: skórnicowate (Dermatocarpaceae Stizenb.)
- rodzina: tarczownicowate (Parmeliaceae Zenker)

Przykłady rodzin porostów podstawkowych (Basidiolichenes)
- rodzaj Lichenomphalia z rodziny wodnichowatych (Hygrophoraceae Lotsy)

## Znaczenie porostów
- Porosty jako organizmy pionierskie mają pewną funkcję glebotwórczą. Szczątki porostów przyczyniają się do powstawania próchnicy, która z rozdrobnionym materiałem skalnym tworzy glebę[4],
- Zatrzymują w swoich plechach wodę przyczyniając się do utrzymywania swoistego mikroklimatu leśnego[4],
- Są ważnym składnikiem pokarmowym (dla reniferów i piżmowołów) oraz schronieniem bezkręgowców. Niektóre ptaki wykorzystują porosty do budowy gniazd[4],
- Porosty są bardzo czułym biowskaźnikiem (bioindykatorem) czystości atmosfery. Specjalna skala porostowa pozwala na podstawie składu gatunkowego porostów określić stopień zanieczyszczenia atmosfery[4],
- Wykorzystywane są w lecznictwie, np. płucnica islandzka, brodaczka, tarczownica[4]
- Niektóre używane są w kuchni, np. kruszownica jadalna czy mąkla tarniowa. Misecznicę jadalną uważano za mannę biblijną[4].
- Mają zastosowanie w przemyśle perfumeryjnym, w walce z owadami i ślimakami. Dawniej wykorzystywano porosty do wyrobu lakmusu, barwienia[4].

## Zagrożenia
Porosty są przystosowane do życia w trudnych, czasami nawet skrajnie trudnych warunkach środowiskowych, jednak okazały się bardzo wrażliwe na zanieczyszczenia środowiska spowodowane przez ludzi. W ostatnich kilkudziesięciu latach obserwuje się ich masowe wymieranie. Główną przyczyną tego jest zanieczyszczenie atmosfery dwutlenkiem siarki, tlenkami azotu i metalami ciężkimi. Związki te rozpuszczając się w wodzie tworzą roztwory kwasów, porosty pobierają je w postaci deszczu lub rosy. W okresach suchej pogody (a porosty żyją w siedliskach często ulegających przesuszeniu) woda z ich plechy odparowuje, kwasy pozostają. Porosty są organizmami długowiecznymi, nie zrzucają liści jak drzewa, nie pozbywają się więc tych związków i z każdym rokiem następuje coraz większa ich kumulacja. Ich stężenie stopniowo rośnie, w końcu doprowadzając do obumierania plech. Szczególnie narażone są porosty nitkowate i listkowate o wielkich plechach, gdyż pochłaniają one najwięcej zanieczyszczeń. Porosty giną także podczas przebudowy lasów i wycinania pojedynczych wiekowych drzew. Dawniej całe drzewa obrośnięte były grubą i długo utrzymującą wilgoć warstwą porostów, obecnie są w Polsce regiony, w których trudno spotkać choćby jednego przedstawiciela brodaczek, graniczników czy włostek.
W wydanej w 2003 r. Czerwonej liście porostów wymarłych i zagrożonych w Polsce znajduje się 886 gatunków, czyli około 55,4% gatunków porostów krajowych, w tym:
- 141 gatunków wymarłych
- 179 gatunków na granicy wymarcia
- 201 gatunków wymierających
- 164 gatunków narażonych na wymarcie
- 68 gatunków bliskich zagrożenia
- 22 gatunki słabo zagrożone
- 110 gatunków, o których brak bliższych danych

Od października 2014 r. w Polsce na nowej liście grzybów podlegających ochronie gatunkowej znajduje się 178 gatunków porostów podlegających ochronie ścisłej i 27 gatunków częściowo chronionych.
- Lista porostów chronionych w Polsce